# Breezy Jim
Breezy Jim è un film muto del 1919 diretto da Lorimer Johnston.

## Trama
Annoiata della sua vita privilegiata a New York, Patricia Wentworth parte per il West, dove vuole trovare un "uomo vero". Sulla diligenza che la porta ad Ovest, la ragazza viene salvata dalle avances del conducente ubriaco da Breezy Jim, un misterioso passeggero che viaggia insieme a un vecchio minatore. Alla fine del viaggio, quando arrivano in una cittadina dell'Arizona, Jim scopre che un evangelista, il quale ha confiscato tutti i liquori del paese, ha rubato l'oro del vecchio minatore, seppellendolo. Il ladro però convince gli abitanti della città che a rubare l'oro sia stato proprio Jim. Solo l'intervento di Patricia lo salva dal linciaggio. L'uomo viene portato in cella ma riesce a fuggire aiutato dal conducente della diligenza dopo avergli promesso l'alcol conservato in carcere. Poi, Jim salva Patricia che è stata aggredita dall'evangelista che si rivela essere un ex galeotto ricercato dalla legge. Quando jim dichiara di essere un agente del Dipartimento di giustizia, Patricia ormai è definitivamente convinta di aver trovato l'uomo che andava cercando, il suo "uomo vero".

## Produzione
Il film fu prodotto dalla David Horsley Productions.

## Distribuzione
Distribuito dalla Triangle Distributing, il film uscì nelle sale cinematografiche statunitensi il 22 febbraio 1919.